# 1985-ös Formula–1 európai nagydíj
Az európai nagydíj volt az 1985-ös Formula–1 világbajnokság tizennegyedik futama.

## Futam
| Helyezés | #  | Versenyző          | Csapat/Motor           | Körök | Idő/Kiesés oka | Rajthely | Pontszám |
| -------- | -- | ------------------ | ---------------------- | ----- | -------------- | -------- | -------- |
| 1        | 5  | Nigel Mansell      | Williams-Honda         | 75    | 1:32:58,109    | 3        | 9        |
| 2        | 12 | Ayrton Senna       | Lotus-Renault          | 75    | + 21,396       | 1        | 6        |
| 3        | 6  | Keke Rosberg       | Williams-Honda         | 75    | + 58,533       | 4        | 4        |
| 4        | 2  | Alain Prost        | McLaren-TAG            | 75    | + 1:06,121     | 6        | 3        |
| 5        | 11 | Elio de Angelis    | Lotus-Renault          | 74    | + 1 kör        | 9        | 2        |
| 6        | 18 | Thierry Boutsen    | Arrows-BMW             | 73    | + 2 kör        | 12       | 1        |
| 7        | 1  | John Watson        | McLaren-TAG            | 73    | + 2 kör        | 21       |          |
| 8        | 25 | Philippe Streiff   | Ligier-Renault         | 73    | + 2 kör        | 5        |          |
| 9        | 22 | Riccardo Patrese   | Alfa Romeo             | 73    | + 2 kör        | 11       |          |
| 10       | 17 | Gerhard Berger     | Arrows-BMW             | 73    | + 2 kör        | 19       |          |
| 11       | 23 | Eddie Cheever      | Alfa Romeo             | 73    | + 2 kör        | 18       |          |
| 12       | 15 | Patrick Tambay     | Renault                | 72    | + 3 kör        | 17       |          |
| 13       | 8  | Marc Surer         | Brabham-BMW            | 62    | Turbó          | 7        |          |
| Kiesett  | 28 | Stefan Johansson   | Ferrari                | 59    | Elektronika    | 13       |          |
| Kiesett  | 26 | Jacques Laffite    | Ligier-Renault         | 58    | Motorhiba      | 18       |          |
| Kiesett  | 30 | Christian Danner   | Zakspeed               | 55    | Motorhiba      | 25       |          |
| Kiesett  | 4  | Ivan Capelli       | Tyrrell-Renault        | 44    | Baleset        | 24       |          |
| Kiesett  | 3  | Martin Brundle     | Tyrrell-Renault        | 40    | Vízszivárgás   | 16       |          |
| Kiesett  | 19 | Teo Fabi           | Toleman-Hart           | 33    | Motorhiba      | 20       |          |
| Kiesett  | 9  | Philippe Alliot    | RAM-Hart               | 31    | Motorhiba      | 23       |          |
| Kiesett  | 20 | Piercarlo Ghinzani | Toleman-Hart           | 16    | Motorhiba      | 14       |          |
| Kiesett  | 33 | Alan Jones         | Lola-Hart              | 13    | Hűtő           | 22       |          |
| Kiesett  | 27 | Michele Alboreto   | Ferrari                | 13    | Turbó          | 15       |          |
| Kiesett  | 7  | Nelson Piquet      | Brabham-BMW            | 6     | Baleset        | 2        |          |
| Kiesett  | 16 | Derek Warwick      | Renault                | 4     | Befecskendezés | 8        |          |
| Kiesett  | 29 | Pierluigi Martini  | Minardi-Motori Moderni | 3     | Baleset        | 26       |          |

## Statisztikák
Vezető helyen:
- Ayrton Senna: 8 (1-8)
- Nigel Mansell: 67 (9-75)

Nigel Mansell 1. győzelme, Ayrton Senna 6. pole-pozíciója, Jacques Laffite 6. leggyorsabb köre.
- Williams 20. győzelme.

John Watson 154., utolsó versenye.
Ivan Capelli első versenye.